# زمین‌لرزه ۲۰۰۸ کلمبیا
زمین‌لرزه کلمبیا  در تاریخ ۲۴ مه ۲۰۰۸ میلادی، برابر با ‎۴ خرداد ۱۳۸۷، ساعت ۱۹:۲۰:۴۲ به زمان یوتی‌سی در کلمبیا رخ داد. ژرفای این زلزله ۸ کیلومتر بود، و بزرگی آن ۵٫۹ در مقیاس Mw و بیشینهٔ شدت آن در مقیاس مرکالی VII (Very strong) اعلام شده‌است. زمین‌لرزه به وقت محلی در روز شنبه، ساعت ۱۴ روی داده و منطقه زمانی آن یوتی‌سی -۵ بوده‌است .
سازمان زمین‌شناسی آمریکا نیز رومرکز این زمین‌لرزه را در مختصات ۴°۱۹′۴۸″شمالی ۷۳°۴۵′۵۰″غربی / ۴٫۳۳°شمالی ۷۳٫۷۶۴°غربی و ژرفای آن را در ۸ کیلومتر گزارش کرده‌است. بزرگی برگزیدهٔ این سازمان از میان بزرگی‌های محاسبه‌شدهٔ مختلف ۵٫۹ در مقیاس Mw بوده و از دید اثر، در میان چهار دسته‌بندی «نامحسوس»، «محسوس»، «زیان‌آور» یا «با تلفات»، زلزله را «با تلفات» اعلام کرده‌است.چندین ساختمان در زمین‌لرزه در Quetame آسیب دیده‌است.رانش زمین در آن به وجود آمده‌است.
پروژهٔ «تنسور گشتاور مرکزوار» زاویه‌های (راستا، شیب، ریک) گسل سازندهٔ زمین‌لرزه و صفحه عمود بر آن را (°۱۹۶، °۸۲، °۱۷۹-) یا (°۱۰۶، °۸۹، °۸-) و نوع گسل را «امتدادلغز» فرارسانده‌است.
زمین‌لرزه کشته‌ای نداشته‌است.